# Digital Underground
Digital Underground was een Amerikaanse alternatieve-hiphopband uit Oakland, Californië. Ze zijn bekend om hun ongewone kostuums en shows en de humoristische teksten.
In 1987 werd de band opgericht door Shock G met Chopmaster J en Kenny-K. In 1989 tekenden ze een platencontract bij het platenlabel Tommy Boy, en brachten in hetzelfde jaar de underground hit Doowutchyalike op de markt. De band had zich op dit moment uitgebreid met DJ Fuze, Money-B en Schmoovy Schmoov. In 1990 brachten ze het debuutalbum Sex Packets uit met de hitsingle The Humpty Dance. 
In 1991 volgde het album This Is An EP Release waar ook Tupac Shakur aan heeft bijgedragen. Met het volgende album Sons Of The P (1991) waren ze niet in staat om het succes van het eerste album te herhalen.
In 2004 heeft Shock G een solo-album uitgebracht getiteld Fear Of A Mixed Planet. In 2008 ontbond de groep.

## Discografie

### Albums
- Sex Packets (1990)
- Sons of the P (1991)
- The Body-Hat Syndrome (1993)
- Future Rhythm (1996)
- Who Got the Gravy? (1998)*
- The Lost Files (1999)
- ..Cuz a D.U. Party Don't Stop! (2008)

### Ep's
- This Is an EP Release (1991)
- The Greenlight EP (2010)

### Soundtracks
- Nothing But Trouble (1991)
- Don't Be a Menace to South Central While Drinking Your Juice in the Hood (1996)
- Tupac: Resurrection (2003)

### Compilaties
- Yo! Rap Hits (1991)
- Oakland Soul: The Bay Area Soundtrack (1997)
- No Nose Job: The Legend of Digital Underground (2002)
- Outrageous Rap (2002)
- Playwutchyalike: The Best of Digital Underground (2003)
- Rhino Hi-Five: Digital Underground (2005)
- Songs You Know: Ol' Skool Hip Hop (2007)
- Westside Bugg Presents... The Best of The West (2008)